# Coppa di Francia 1964-1965
La Coppa di Francia 1964-1965 è stata la 48ª edizione della coppa nazionale di calcio francese.

## Risultati

### Trentaduesimi di finale
| Squadra 1               | Risultato   | Squadra 2              |
| ----------------------- | ----------- | ---------------------- |
| Pays d'Aix              | 2 - 1       | Gazélec Ajaccio        |
| Nizza                   | 2 - 2 (dts) | Nîmes                  |
| Stade Français          | 9 - 2       | US Champagne-sur-Seine |
| Quevilly-Rouen          | 3 - 3 (dts) | SO Bruay-en-Artois     |
| Stade Reims             | 4 - 0       | Dunkerque              |
| Rennes                  | 2 - 0       | Red Star               |
| Rouen                   | 5 - 0       | RC Paris               |
| Saint-Étienne           | 3 - 1       | Grenoble               |
| Olympique Saint-Quentin | 0 - 0 (dts) | Gueugnon               |
| Sochaux                 | 2 - 2 (dts) | Chaumont               |
| Pierrots Vauban         | 2 - 0       | Besançon               |
| Tolone                  | 1 - 0 (dts) | Olympique Lione        |
| Tolosa                  | 2 - 0       | Limoges                |
| Valenciennes            | 5 - 0       | Dieppe                 |
| Nantes                  | 3 - 2       | Bordeaux               |
| Mutzig                  | 4 - 0       | CS Louhans             |
| Monaco                  | 5 - 1       | Cannes                 |
| Amiens                  | 2 - 1 (dts) | Boulogne               |
| Annecy                  | 2 - 1       | Bastia                 |
| Béziers                 | 2 - 1       | Agde                   |
| AAJ Blois               | 6 - 1       | Niort                  |
| VS Chartres             | 3 - 1       | Brest                  |
| Cherbourg               | 3 - 2 (dts) | Angers                 |
| Hyères                  | 2 - 2 (dts) | Montpellier            |
| Le Mans                 | 2 - 1       | Quimper Cornouaille    |
| Lens                    | 3 - 0       | Arras                  |
| Lilla                   | 3 - 0       | Beauvais               |
| Mantes                  | 2 - 0       | ÉSA Brive              |
| SSMC Miramas            | 4 - 0       | Albigeoise             |
| Metz                    | 3 - 0       | Évreux AC              |
| Strasburgo              | 2 - 0       | Forbach                |
| Sedan-Torcy             | 1 - 0       | Audunoise              |

#### Spareggi
| Squadra 1               | Risultato | Squadra 2          |
| ----------------------- | --------- | ------------------ |
| Sochaux                 | 3 - 0     | Chaumont           |
| Olympique Saint-Quentin | 2 - 0     | Gueugnon           |
| Quevilly-Rouen          | 3 - 0     | SO Bruay-en-Artois |
| Hyères                  | 3 - 2     | Montpellier        |
| Nizza                   | 2 - 1     | Nîmes              |

### Sedicesimi di finale
| Squadra 1               | Risultato   | Squadra 2       |
| ----------------------- | ----------- | --------------- |
| Valenciennes            | 6 - 1       | Mantes          |
| Cherbourg               | 0 - 0 (dts) | AAJ Blois       |
| Tolosa                  | 1 - 0       | Pays d'Aix      |
| Tolone                  | 2 - 0       | Quevilly-Rouen  |
| Strasburgo              | 1 - 0 (dts) | Mutzig          |
| Sochaux                 | 2 - 1       | Hyères          |
| Sedan-Torcy             | 2 - 1 (dts) | Amiens          |
| Olympique Saint-Quentin | 1 - 0       | Chartres        |
| Saint-Étienne           | 3 - 0       | Monaco          |
| Rouen                   | 2 - 1       | Metz            |
| Rennes                  | 4 - 3       | Lens            |
| Stade Reims             | 2 - 1       | Béziers         |
| Stade Français          | 2 - 0       | Annecy          |
| Nizza                   | 2 - 0       | Le Mans         |
| Nantes                  | 2 - 2 (dts) | Lilla           |
| SSMC Miramas            | 3 - 1       | Pierrots Vauban |

#### Spareggi
| Squadra 1 | Risultato | Squadra 2 |
| --------- | --------- | --------- |
| Cherbourg | 2 - 1     | AAJ Blois |
| Nantes    | 3 - 0     | Lilla     |

### Ottavi di finale
| Squadra 1      | Risultato   | Squadra 2               |
| -------------- | ----------- | ----------------------- |
| Nizza          | 2 - 2 (dts) | Tolosa                  |
| Valenciennes   | 0 - 0 (dts) | Cherbourg               |
| Tolone         | 2 - 1       | Stade Reims             |
| Strasburgo     | 1 - 0       | SSMC Miramas            |
| Sedan-Torcy    | 2 - 1       | Sochaux                 |
| Saint-Étienne  | 1 - 0       | Rouen                   |
| Rennes         | 10 - 0      | Olympique Saint-Quentin |
| Stade Français | 3 - 1 (dts) | Nantes                  |

#### Spareggi
| Squadra 1    | Risultato | Squadra 2 |
| ------------ | --------- | --------- |
| Valenciennes | 3 - 0     | Cherbourg |
| Nizza        | 1 - 0     | Tolosa    |

### Quarti di finale
| Squadra 1      | Risultato | Squadra 2    |
| -------------- | --------- | ------------ |
| Stade Français | 2 - 1     | Strasburgo   |
| Rennes         | 5 - 2     | Nizza        |
| Saint-Étienne  | 3 - 2     | Valenciennes |
| Sedan-Torcy    | 3 - 1     | Tolone       |

### Semifinali
| Squadra 1   | Risultato | Squadra 2      |
| ----------- | --------- | -------------- |
| Rennes      | 3 - 0     | Saint-Étienne  |
| Sedan-Torcy | 4 - 3     | Stade Français |

### Finale
| Arbitro: | Michel Kitabdjian |

| |            | |
| Ascencio 44’ Rodighiero 61’ | Marcatori  | 11’ Marie 15’ Perrin |
| Georges Lamia Jean-Claude Lavaud Yves Boutet René Cédolin Louis Cardiet André Ascencio Marcel Loncle Jean-François Prigent Daniel Rodighiero Claude Dubaële Giovanni Pellegrini | Formazioni | Pierre Tordo Maxime Fulgenzy Roger Lemerre Marc Rastoll Charles Gasparini Michel Cardoni Emilio Salaber Yves Herbet André Perrin Jacques Marie Yvan Roy |
| Jean Prouff | Allenatori | Louis Dugauguez |

#### Ripetizione
| Arbitro: | Michel Kitabdjian |

| |            | |
| Rodighiero 47’, 86’ Loncle 77’ | Marcatori  | 20’ Herbet |
| Georges Lamia Jean-Claude Lavaud Jean-Pierre Brucato Yves Boutet Louis Cardiet André Ascencio Marcel Loncle Jean-François Prigent Daniel Rodighiero Claude Dubaële Giovanni Pellegrini | Formazioni | Pierre Tordo Maxime Fulgenzy Roger Lemerre Marc Rastoll Charles Gasparini Jacques Marie Emilio Salaber Yves Herbet André Perrin Michel Cardoni Yvan Roy |
| Jean Prouff | Allenatori | Louis Dugauguez |